# در نمایشگاه جهانی اتفاق افتاد
در نمایشگاه جهانی اتفاق افتاد (انگلیسی: It Happened at the World's Fair) یک فیلم موزیکال آمریکاییاست که در سال ۱۹۶۳ ساخته‌شده‌است. در این فیلم الویس پرسلی به عنوان یک خلبان هواپیمای سم‌پاشی ایفای نقش می‌کند. فیلم در سیاتل و در محل نمایشگاه قرن ۲۱، که به عنوان نمایشگاه جهانی سیاتل (در سال ۱۹۶۲) نیز شناخته‌می‌شد، فیلم‌برداری شده‌است. پیشنهاد فیلم‌برداری در نمایشگاه از سوی فرماندار وقت واشینگتن، آلبرت روزلینی، به مدیران مترو گلدوین مایر داده‌شد.